# Джураєва Олеся Тимурівна
Джураєва Олеся Тимурівна (нар. 16 серпня 1982, Душанбе, Таджицька РСР) — українська художниця та графік. З 2008 року член Національної спілки художників України (НСХУ). Колекції робіт художниці зберігаються у багатьох музеях світу.

## Біографія
Народилась Джураєва Олеся Тимурівна  16 серпня 1982 року в Душанбе (Таджицька РСР). У 2002-2006 рр. навчалась у приватній майстерні О. Стратійчук.
У 2006 році закінчила Київський інститут декоративно-прикладного мистецтва і дизайну  (викладачі - Т. Божко та В. Савін).
Учасниця всеукраїнських, міжнародних мистецьких виставок з 2002 р. Персональні виставки проходили у Києві (2005–2006 рр., 2008-2009 рр., 2012-2014 рр., 2016 р., 2018-2019 рр.). Працює у графічних техніках (офорт, лінорит, гравюра, пастель, акварель).
Талант Джураєвої розкривається в кольоровій гравюрі на картоні, де вона поєднує техніки високого та глибокого друку, наближуючи графічні відбитки до живопису. У центрі зображення – динамічне життя у мегаполісів в поєднанні із затишком власної оселі.

## Нагороди та премії[2]
- 2016 - “Rene Carcan Public Prize”, II Rene Carcan International Prize for Printmaking, Edition 2016, Bibliotheca Wittockiana, Брюссель, Бельгія.
- 2017 - "Mention", 7th Edition of Miniprint Internacional Rosario, Росаріо, Аргентина.
- 2017 - Друга премія, IV International Exhibition of Contemporary Graphics Colombia 2017, Букараманга, Колумбія.
- 2018 - «Awarded for Authentic Marks 2nd Annual International Miniature Printmaking Exhibition 2018 by Shaghaf Group», Дубай, Об'єднані Арабські Емірати.
- 2018 - “Почесний приз” за вагомий вклад в графічне мистецтво світу, International Triennial of Graphic Art, 2018, Бітола, Македонія.
- 2018 - “Перша премія”, "II CELEBRACION IMPRESA" International Printmaking Exhibition, Ліма, Перу.
- 2019 - “Перша премія”, «АРТ ПАРАЛЕЛІ-2019» Центр Української Культури та Мистецтва, Київ, Україна.

## Творчість[1]

### Офорти
- 2003 р. – «Слабкість Деміурга»
- 2003 р. – «Купальська ніч»
- 2004 р. – «Народження»

### Кольорові гравюри на картоні
- 2004 р. – «Майже Греція»
- 2004 р. – «Садівник підвіконня»
- 2005 р. – «Юка»
- 2006 р. – «Ранок»
- 2006 р. – «Вечір»
- 2007 р. – «Залишаюся»,
- 2007 р. – «Золоті рибки і вікна, що світяться»
- 2007 р. – «Спекотно»

### Серія пастелей
- 2006 р. – «Україна без околиць»

### Кольорові лінорити
- 2008 р. –  «Про нього»
- 2008 р. – «Про неї»